# Démographie du Limousin
Depuis maintenant un siècle, et plus sérieusement depuis les années 1960, les Limousins avaient pris l'habitude de voir leurs campagnes, et même leurs villes se dépeupler.

Drapeau de la région du Limousin

Mais, contrairement à toutes les prévisions, depuis l'année 1999, la région du Limousin connaît un certain regain. En effet, la population augmente de nouveau. Certes, c'est un phénomène limité, mais historique, et peut-être salutaire pour les années futures.
En 11 ans, le Limousin a gagné quelque 31 000 habitants.

## Évolution de la population
| Année | département de la Corrèze | département de la Creuse | département de la Haute-Vienne | Total Limousin |
| ----- | ------------------------- | ------------------------ | ------------------------------ | -------------- |
| 1801  | 243 654                   | 218 041                  | 245 150                        | 706 845        |
| 1851  | 320 866                   | 287 075                  | 319 377                        | 927 318        |
| 1901  | 318 000                   | 278 000                  | 282 000                        | 978 000        |
| 1936  | 262 743                   | 201 844                  | 333 589                        | 798 175        |
| 1954  | 242 798                   | 172 702                  | 324 429                        | 739 929        |
| 1968  | 237 858                   | 156 876                  | 352 149                        | 736 323        |
| 1975  | 240 363                   | 146 214                  | 352 149                        | 738 726        |
| 1982  | 241 448                   | 139 968                  | 355 737                        | 737 153        |
| 1990  | 238 051                   | 131 585                  | 353 824                        | 723 460        |
| 1991  | 237 510                   | 130 554                  | 353 818                        | 721 882        |
| 1992  | 236 942                   | 129 648                  | 354 331                        | 720 921        |
| 1993  | 236 308                   | 128 976                  | 354 418                        | 719 702        |
| 1994  | 235 827                   | 127 959                  | 354 744                        | 718 530        |
| 1995  | 235 422                   | 127 002                  | 354 518                        | 716 942        |
| 1996  | 234 541                   | 126 359                  | 354 415                        | 715 315        |
| 1997  | 233 767                   | 125 856                  | 354 424                        | 714 047        |
| 1998  | 233 347                   | 125 314                  | 353 941                        | 712 602        |
| 1999  | 232 819                   | 124 597                  | 354 055                        | 711 471        |
| 2000  | 233 631                   | 124 303                  | 355 315                        | 713 249        |
| 2001  | 234 567                   | 124 095                  | 357 134                        | 715 796        |
| 2002  | 235 775                   | 123 953                  | 358 988                        | 718 716        |
| 2003  | 236 805                   | 123 797                  | 360 749                        | 721 351        |
| 2004  | 237 823                   | 123 561                  | 362 522                        | 723 906        |
| 2005  | 239 185                   | 123 423                  | 364 879                        | 727 487        |
| 2006  | 240 363                   | 123 401                  | 367 156                        | 730 920        |
| 2007  | 242 038                   | 123 861                  | 371 102                        | 737 001        |
| 2008  | 242 896                   | 123 907                  | 373 940                        | 740 743        |
| 2009  | 243 352                   | 123 584                  | 374 849                        | 741 785        |
| 2010  | 243 551                   | 123 029                  | 376 191                        | 742 771        |
| 2011  | 242 454                   | 122 560                  | 376 058                        | 741 072        |
| 2012  | 241 247                   | 121 517                  | 375 869                        | 738 633        |
| Année | département de la Corrèze | département de la Creuse | département de la Haute-Vienne | Total Limousin |

Source :
De 1975 à 2010 :  INSEE - Estimation de la population au 1er janvier par région, département, sexe et âge, 1975-2012.
INSEE,, et IAURIF et Recensement de 1801.

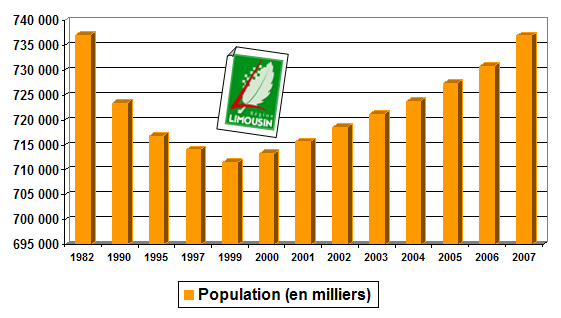

Le maximum de population fut atteint en 1891 avec 985 689 habitants. Pendant tout le XXe siècle, jusqu'au recensement de 1999, le nombre d'habitants ne cessa de décroître, à l'exception d'une période de stagnation sans forte baisse dans les années 1950-1970.
En 1999, la population du Limousin se trouvait toujours au même niveau que durant le Premier Empire. Mais depuis 1999, on assiste à un retournement de situation. En onze ans, la population de la région a augmenté d'environ 31 000 habitants, malgré un important excédent de décès sur les naissances, fruit de la basse fécondité des femmes de la région, et de l'exode séculaire des jeunes vers les grandes villes. Mais tous les départements n'ont pas profité de la même manière de la nouvelle expansion démographique. Sur le total, la Haute-Vienne s'en attribue la paripale (22 000 habitants) et la Corrèze presque 11 000, ce qui laisse pour la Creuse, un déficit démographique de 1 500 personnes. Ainsi le problème de la dépopulation persiste dans ce département.

## Une région devenue très rapidement attractive
C'est que la région a subi depuis des décennies un exode persistant de ses jeunes, aggravé depuis 1975 par une lourde dénatalité. Si bien que la moyenne d'âge y est élevée et les décès bien plus nombreux que les naissances (7 200 naissances contre 8 800 décès, soit un déficit de 1 600 personnes en 2005). Ceci aurait dû entraîner une chute régulière et importante de la population, s'il n'y avait une immigration issue essentiellement des autres régions françaises, qui vient non seulement rééquilibrer le bilan, mais aussi inverser totalement la tendance.
L'intensité de l'immigration est en effet telle que désormais la population limousine progresse substantiellement chaque année. Cette situation est d'ailleurs analogue à celle de l'Auvergne voisine. Au total, si la région perd actuellement chaque année 0,31 % de ses habitants par excédent des décès, elle gagne en revanche annuellement 0,58 % par immigration (soit plus ou moins 4 300 personnes). Cela rend le Limousin bien plus attractif que Rhône-Alpes par exemple, puisque cette dernière engrange chaque année 0,38 % d'excédent migratoire. Ce taux d'excédent migratoire peut être appelé "taux d'attractivité". De ce point de vue, la région limousine se situe désormais à la septième place au sein des régions françaises, avant les Pays de la Loire et Poitou-Charentes, et juste après les régions Provence-Alpes-Côte d'Azur et Bretagne, ainsi que les autres régions du sud.
La région devient de plus en plus attractive.
Infrastructure routière :
- mise au norme autoroutière de l'A20 Paris-Toulouse (gratuite entre Brive-la-Gaillarde et Vierzon) dans les années 90.
- ensuite l'arrivée de l'A89 Bordeaux-Lyon passant par Brive-la-Gaillarde qui devrait être terminée courant 2008.
- nouveau pont routier à Limoges

Infrastructure ferroviaire :
- rénovation de la ligne SNCF Tulle-Brive-Périgueux-Libourne-Bordeaux courant 2010.
- rénovation de la Ligne Poitiers-Limoges courant 2012.

Infrastructure aérienne :
- l'aéroport de Limoges Bellegarde est en pleine croissance.
- ouverture de l'aéroport de Brive - Souillac en 2010.

Culture :
- une salle de spectacle Zénith a ouvert en 2007 à Limoges.

## Mouvement naturel de la population

### Évolution des naissances et des décès
Les chiffres suivants sont fournis par l'INSEE,.
| Département  | 2000   | 2000  | 2000  | 2004   | 2004  | 2004  | 2005   | 2005  | 2005  | 2006   | 2006  | 2006  |
| Département  | Naiss. | Décès | Solde | Naiss. | Décès | Solde | Naiss. | Décès | Solde | Naiss. | Décès | Solde |
| ------------ | ------ | ----- | ----- | ------ | ----- | ----- | ------ | ----- | ----- | ------ | ----- | ----- |
| Corrèze      | 2278   | 3065  | -787  | 2250   | 2836  | -586  | 2319   | 3025  | -706  | 2327   | 2810  | -483  |
| Creuse       | 1088   | 2029  | -941  | 957    | 1907  | -950  | 1054   | 1862  | -808  | 1038   | 1883  | -845  |
| Haute-Vienne | 3655   | 4032  | -377  | 3659   | 3751  | -92   | 3834   | 3926  | -92   | 3754   | 3899  | -145  |
| Limousin     | 7021   | 9126  | -2105 | 6866   | 8494  | -1628 | 7207   | 8813  | -1605 | 7119   | 8592  | -1473 |

Avec 7 207 naissances en 2005, un mouvement de hausse semblait s'être enclenché. C'était du moins l'avis de démographes de l'INSEE. Le chiffre de 7 200 naissances n'avait plus été atteint depuis 1984, alors que la population de femmes de 20 à 40 ans a diminué de 4 % entre les deux dates. Le chiffre des naissances de 2006, le plus déprimé de toutes les régions françaises n'est cependant pas encore à la hauteur des espérances de 2005.

### Fécondité par département
Le nombre moyen d'enfants par femme ou indice conjoncturel de fécondité a évolué comme suit pour chaque département et pour l'ensemble de la région :
| Département           | Fécondité 1999 | Fécondité 2000 | Fécondité 2001 | Fécondité 2002 | Fécondité 2003 | Fécondité 2004 | Fécondité 2005 |
| --------------------- | -------------- | -------------- | -------------- | -------------- | -------------- | -------------- | -------------- |
| Corrèze               | 1,62           | 1,73           | 1,78           | 1,75           | 1,70           | 1,84           |                |
| Creuse                | 1,59           | 1,68           | 1,68           | 1,62           | 1,65           | 1,61           |                |
| Haute-Vienne          | 1,42           | 1,55           | 1,55           | 1,52           | 1,46           | 1,54           |                |
| Limousin              | 1,50           | 1,62           | 1,63           | 1,60           | 1,55           | 1,63           |                |
| France métropolitaine | 1,79           | 1,87           | 1,88           | 1,87           | 1,87           | 1,90           | 1,92           |

La fécondité des femmes de la région est nettement plus basse que celle de l'ensemble de la France métropolitaine, et l'écart a même semblé s'amplifier en 2002 et 2003. Parmi les départements de la région, la situation de la Haute-Vienne - département le plus peuplé - est particulièrement déprimée. Deux remarques cependant : d'abord, la fécondité de la région est nettement supérieure à celle de l'Italie, de l'Espagne, de l'Allemagne et de tous les pays de l'est européen. Ensuite le chiffre des naissances publié pour l'année 2005 indique une forte remontée de la fécondité, mais le taux exact n'est pas encore disponible en 2007.

## Immigration
Par immigré on entend quelqu'un résidant en France, né étranger à l'étranger. Il peut être devenu français par acquisition ou avoir gardé sa nationalité étrangère. Par contre le groupe des étrangers est constitué par l'ensemble des résidents ayant une nationalité étrangère, qu'ils soient nés en France ou hors de France. Rappelons que les enfants nés en France de parents étrangers sont étrangers, mais deviennent Français de plein droit à 18 ans, s'ils y résident et y ont résidé de manière continue ou discontinue pendant cinq années depuis l'âge de 11 ans et s'ils ne désirent pas conserver leur nationalité d'origine. Cependant, dès l'âge de 13 ans, les parents peuvent demander la nationalité française pour leur enfant, avec son accord (sous condition d'avoir résidé cinq ans en France depuis l'âge de 8 ans). De plus le mineur de 16 ans accomplis peut faire la demande d'acquisition anticipée de la nationalité sans l'accord de ses parents et sous les mêmes conditions de durée de résidence en France durant cinq années depuis l'âge de 11 ans.

### Nombre d'étrangers et d'immigrés en Limousin
|                                                  | Effectifs début 1999 en Limousin |
| ------------------------------------------------ | -------------------------------- |
| Population totale                                | 711.221                          |
| Français                                         | 691.356                          |
| Français de naissance                            | 677.156                          |
| Français par acquisition                         | 14.200                           |
| -- Français par acquisition nés en France        | 4.601                            |
| -- Français par acquisition nés à l'étranger (1) | 9.599                            |
| Étrangers                                        | 19.865                           |
| -- Étrangers nés à l'étranger (2)                | 16.617                           |
| -- Étrangers nés en France                       | 3.248                            |
| Immigrés (1) + (2)                               | 26.216                           |

### Ventilation des immigrés par région du monde et pays de naissance
| Origine             | Population immigrée 1999 | Pourcentage relatif | Pourcentage en métropole |
| ------------------- | ------------------------ | ------------------- | ------------------------ |
| Total Europe        | 14 319                   | 54,6                | 44,9                     |
| -- dont Portugal    | 6 744                    | 25,7                | 13,3                     |
| -- dont Espagne     | 1 976                    | 7,5                 | 7,3                      |
| -- dont Italie      | 1 199                    | 4,6                 | 8,8                      |
| -- dont Royaume-Uni | 1 026                    | 3,9                 |                          |
| -- dont Pologne     | 619                      | 2,4                 | 2,3                      |
| -- dont Allemagne   | 582                      | 2,2                 |                          |
| -- dont Pays-Bas    | 527                      | 2,0                 |                          |
| -- dont Belgique    | 524                      | 2,0                 |                          |
| -- Autres Europe    | 1 122                    | 4,3                 |                          |
| Total Afrique       | 7 034                    | 26,8                | 39,3                     |
| Maghreb             | 5 279                    | 20,2                | 30,1                     |
| --dont Maroc        | 2 720                    | 10,4                | 12,1                     |
| -- dont Algérie     | 2 096                    | 8,0                 | 13,3                     |
| -- dont Tunisie     | 463                      | 1,8                 | 4,7                      |
| Afrique noire       | 1 755                    | 6,7                 | 9,1                      |
| Total Asie          | 4 280                    | 16,3                | 12,8                     |
| --dont Turquie      | 2 035                    | 7,8                 | 4,0                      |
| --dont Vietnam      | 655                      | 2,5                 |                          |
| --dont Cambodge     | 466                      | 1,8                 |                          |
| -- Autres Asie      | 1 124                    | 4,3                 |                          |
| Amérique et Océanie | 583                      | 2,2                 | 3,0                      |
| Total immigrés      | 26 216                   | 100,0               | 100,0                    |
| Origine             | Population immigrée 1999 | Pourcentage relatif | Pourcentage en métropole |

Les Portugais sont de loin les plus nombreux, suivi des Maghrébins. Les Espagnols et les Italiens, jadis les plus nombreux voient leur nombre décroître régulièrement, comme c'est le cas un peu partout en France, à la suite des naturalisations des jeunes, c'est-à-dire à l'assimilation généralisée. La communauté turque est assez importante, et son pourcentage est nettement supérieur à celui de l'ensemble de la métropole. Les Britanniques et les Néerlandais sont également relativement nombreux.

### Répartition par âge des immigrés
| Origine          | moins de 15 ans | de 15 à 24 ans | de 25 à 44 ans | de 45 à 59 ans | 60 ans et plus | Total tous âges |
| ---------------- | --------------- | -------------- | -------------- | -------------- | -------------- | --------------- |
| Ensemble         | 1 269           | 2 538          | 9 437          | 6 793          | 6 179          | 26 216          |
| %                | 4,8 %           | 9,7 %          | 36,0 %         | 25,9 %         | 23,6 %         | 100,0 %         |
| Europe           | 419             | 466            | 4 374          | 4 089          | 4 971          | 14 319          |
| %                | 2,9 %           | 3,3 %          | 30,5 %         | 28,6 %         | 34,7 %         | 100,0 %         |
| -- dont Portugal | 0,9 %           | 1,7 %          | 41,8 %         | 33,9 %         | 21,7 %         | 100,0 %         |
| -- dont Espagne  | 0,0 %           | 1,2 %          | 17,1 %         | 22,7 %         | 59,1 %         | 100,0 %         |
| Afrique          | 421             | 1 034          | 3 082          | 1 707          | 790            | 7 034           |
| %                | 6,0 %           | 14,7 %         | 43,8 %         | 24,3 %         | 11,2 %         | 100,0 %         |
| -- dont Maroc    | 2,5 %           | 12,5 %         | 50,3 %         | 26,3 %         | 8,3 %          | 100,0 %         |
| -- dont Algérie  | 5,8 %           | 13,0 %         | 32,7 %         | 28,1 %         | 20,5 %         | 100,0 %         |
| Asie             | 292             | 952            | 1 779          | 909            | 348            | 4 280           |
| %                | 6,8 %           | 22,2 %         | 41,6 %         | 21,2 %         | 8,1 %          | 100,0 %         |
| -- dont Turquie  | 5,2 %           | 21,6 %         | 45,8 %         | 23,7 %         | 3,6 %          | 100,0 %         |

Près de 50 % des immigrés ont plus de 45 ans, et parmi eux plus de 63 % des Espagnols. Ces derniers comptent une forte majorité de personnes de 60 ans et plus. En revanche les immigrés turcs sont fort jeunes, avec seulement 3,6 % de seniors et près des trois quarts ayant moins de 45 ans. Les Marocains sont également assez jeunes.

#### Les nouveaux immigrés sont jeunes
De 1990 à 1999, 4 457 nouveaux immigrés sont arrivés de l'étranger en Limousin. Près d'un tiers d'entre eux avaient moins de 25 ans, et les trois quarts moins de 45 ans.
| Tranche d'âges  | Effectif des nouveaux immigrés | Pourcentage |
| --------------- | ------------------------------ | ----------- |
| moins de 15 ans | 641                            | 14,4        |
| de 15 à 24 ans  | 818                            | 18,4        |
| de 25 à 44 ans  | 1 861                          | 41,8        |
| de 45 à 59 ans  | 674                            | 15,1        |
| 60 ans et plus  | 463                            | 10,4        |
| Total           | 4 457                          | 100,0       |

### Les étrangers en 1999
Au recensement de 1999, on dénombrait 20 090 étrangers en Limousin.
Source :
| Nationalité | Effectif des étrangers | Pourcentage | Nbre de personnes par ménage |
| ----------- | ---------------------- | ----------- | ---------------------------- |
| portugaise  | 5 137                  | 25,6        | 2,9                          |
| marocaine   | 2 814                  | 14,0        | 3,8                          |
| turque      | 2 800                  | 13,9        | 4,2                          |
| algérienne  | 2 122                  | 10,6        | 3,5                          |
| britannique | 1 054                  | 5,2         | 2,2                          |
| autres      | 6 163                  | 30,7        | 2,6                          |

### Répartition des naissances par nationalité de la mère
Chiffres de l'INSEE pour l'année 2004 :
|                  | Ensemble | Françaises | Étrangères | Étrangères | Étrangères | Étrangères | Étrangères | Étrangères | Étrangères |
| Total étrangères | Ensemble | Françaises | Algérie    | Espagne    | Italie     | Portugal   | Maroc      | Tunisie    |            |
| ---------------- | -------- | ---------- | ---------- | ---------- | ---------- | ---------- | ---------- | ---------- | ---------- |
| Corrèze          | 2.250    | 2.101      | 149        | 8          | 1          | 1          | 17         | 40         | 6          |
| Creuse           | 957      | 915        | 42         | 0          | 1          | 0          | 3          | 1          | 0          |
| Haute-Vienne     | 3.659    | 3.282      | 377        | 73         | 5          | 3          | 8          | 34         | 3          |
| Limousin         | 6.866    | 6.298      | 568        | 81         | 7          | 4          | 28         | 75         | 9          |
| -- légitimes     | 3.274    | 2.844      | 430        | 70         | 5          | 4          | 17         | 71         | 8          |
| -- hors-mariage  | 3.592    | 3.454      | 138        | 11         | 2          | 0          | 11         | 4          | 1          |

Les naissances hors-mariage constituent désormais la majorité, comme habituellement dans la moitié méridionale de la métropole. C'est vrai pour les mères de nationalité française, mais nullement pour les étrangères, chez qui cette proportion n'atteint pas 25 %. D'autre part, avec 568 naissances sur 6 866, soit 8,3 %, la petite communauté étrangère, pesant à peine 3 % de la population, réalise une prestation étonnante et fait preuve d'un grand dynamisme démographique dans une région traditionnellement peu fertile.

## Les mariages
En 2004, on a enregistré 2.460 mariages en Limousin, dont :
- 2.151 entre deux conjoints français
- 52 entre conjoints étrangers
- 119 mariages mixtes entre époux français et épouse étrangère
- 138 mariages mixtes entre épouse française et époux étranger

On assiste ainsi à une dilution partielle mais progressive des communautés étrangères, puisque sur 361 conjoints étrangers impliqués dans ces mariages, 257 (soit plus des deux tiers) l'étaient dans des mariages mixtes. Sur 4 920 conjoints, 361 étaient étrangers, soit plus de 7 %, ce qui confirme l'importance du petit nombre d'étrangers dans la dynamique démographique de la région.
Ventilation des mariages mixtes
|                  | Total mariages mixtes | Nationalité du conjoint étranger | Nationalité du conjoint étranger | Nationalité du conjoint étranger | Nationalité du conjoint étranger |
| Italienne        | Total mariages mixtes | Espagnole                        | Portugaise                       | Algérienne                       |                                  |
| ---------------- | --------------------- | -------------------------------- | -------------------------------- | -------------------------------- | -------------------------------- |
| Époux français   | 119                   | 0                                | 3                                | 5                                | 11                               |
| Épouse française | 138                   | 0                                | 2                                | 20                               | 38                               |

Source :.

## Les aires urbaines

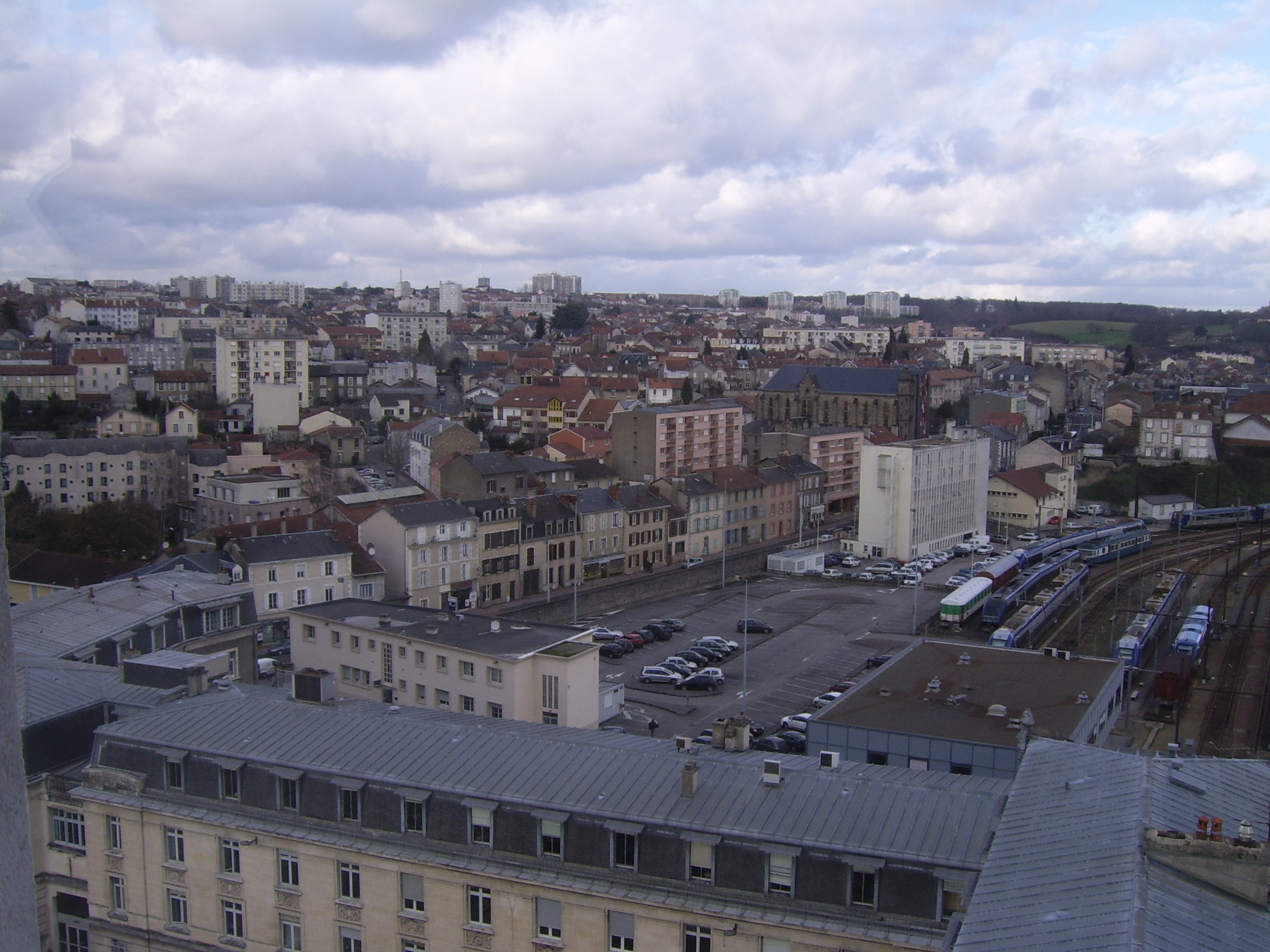
Limoges

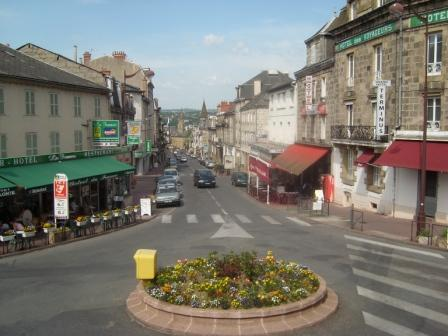
Brive

Les chiffres de population suivants correspondent aux aires urbaines dans leur extension définie lors du recensement de 1999.
| Aires urbaines     | Date du recensement | Date du recensement | Date du recensement |        |                         |
| Aires urbaines     | 1982                | 1990                | 1999                | 2006   | Accroissement 1982-1999 |
| ------------------ | ------------------- | ------------------- | ------------------- | ------ | ----------------------- |
| Limoges            | 238137              | 241778              | 247944              | 259792 | 9807                    |
| Brive-la-Gaillarde | 85509               | 87812               | 89260               | 94000  | 3751                    |
| Tulle              | 33013               | 32504               | 30686               |        | -2327                   |
| Guéret             | 28766               | 28434               | 28095               |        | -671                    |
| Ussel              | 15107               | 14905               | 14259               |        | -848                    |
| Saint-Junien       | 13197               | 13343               | 13455               |        | 258                     |

### Communes: quelques chiffres

#### Les villes les plus peuplées
Liste des villes peuplées de plus de 2 000 habitants (chiffres de 2006).
- 1 -  Limoges1 (136 539 hab.)
- 2 -  Brive-la-Gaillarde2 (50 009 hab.)
- 3 -  Tulle (15 734 hab.)
- 4 -  Guéret (13 789 hab.)
- 5 -  Saint-Junien (11 605 hab.)
- 6 -  Ussel (10 250 hab.)
- 7 -  Panazol1 (10 031 hab.)
- 8 -  Isle1 (7 547 hab.)
- 9 -  Couzeix1 (7 418 hab.)
- 10 -  Saint-Yrieix-la-Perche (7 007 hab.)
- 11 -  Malemort-sur-Corrèze2 (6 929 hab.)
- 12 -  Le Palais-sur-Vienne1 (5 738 hab.)
- 13 -  Feytiat1 (5 622 hab.)
- 14 -  Aixe-sur-Vienne (5 566 hab.)
- 15 -  La Souterraine (5 273 hab.)
- 16 -  Ambazac (5 178 hab.)
- 17 -  Saint-Léonard-de-Noblat (4 634 hab.)
- 18 -  Condat-sur-Vienne1 (4 544 hab.)
- 19 -  Bellac (4 430 hab.)
- 20 -  Saint-Pantaléon-de-Larche2 (4 415 hab.)
- 21 -  Égletons (4 376 hab.)
- 22 -  Aubusson (4 239 hab.)
- 23 -  Rilhac-Rancon (4 029 hab.)
- 24 -  Rochechouart (3 808 hab.)
- 25 -  Verneuil-sur-Vienne (3 718 hab.)
- 26 -  Allassac (3 601 hab.)
- 27 -  Ussac2 (3 475 hab.)
- 28 -  Objat (3 400 hab.)
- 29 -  Bort-les-Orgues (3 260 hab.)
- 30 -  Uzerche (3 182 hab.)
- 31 -  Argentat-sur-Dordogne (3 119 hab.)
- 32 -  Bourganeuf (2 980 hab.)
- 33 -  Bessines-sur-Gartempe (2 900 hab.)
- 34 -  Cosnac2 (2 788 hab.)
- 35 -  Saint-Priest-Taurion (2 675 hab.)
- 36 -  Meymac (2 661 hab.)
- 37 -  Boisseuil (2 409 hab.)
- 38 -  Nexon (2 390 hab.)
- 39 -  Donzenac (2 359 hab.)
- 40 -  Saint-Just-le-Martel (2 299 hab.)
- 41 -  Bosmie-l'Aiguille (2 287 hab.)
- 42 -  Lubersac (2 256 hab.)
- 43 -  Sainte-Feyre (2 254 hab.)
- 44 -  Naves (2 245 hab.)
- 45 -  Oradour-sur-Glane (2 188 hab.)
- 46 -  Châteauponsac (2 186 hab.)
- 47 -  Varetz (2 086 hab.)
- 48 -  Eymoutiers (2 068 hab.)
- 49 -  Le Vigen (2 032 hab.)

1 Communes de l'unité urbaine de Limoges. 
2 Communes de l'unité urbaine de Brive-la-Gaillarde.

#### Les villes les moins peuplées
Liste des communes peuplées de moins de 100 habitants (chiffres de 2007).
- 1 -  Brousse (27 hab.)
- 2 -  Confolent-Port-Dieu (29 hab.)
- 3 -  Toy-Viam (31 hab.)
- 4 -  Beissat (32 hab.)
- 5 -  Châtelard (34 hab.)
- 6 -  L'Église-aux-Bois (37 hab.)
- 7 -  Malleret (40 hab.)
- 8 -  Saint-Bonnet-les-Tours-de-Merle (43 hab.)
- 9 -  Surdoux (44 hab.)
- 10 -  Saint-Priest-Palus (45 hab.)
- 11 -  La Villedieu (46 hab.)
- 12 -  Grandsaigne (47 hab.)
- 13 -  Lioux-les-Monges (47 hab.)
- 14 -  Malval (47 hab.)
- 15 -  Meyrignac-l'Église (52 hab.)
- 16 -  Saint-Gilles-les-Forêts (53 hab.)
- 17 -  Sainte-Marie-Lapanouze (57 hab.)
- 18 -  Veyrières (57 hab.)
- 19 -  Chavanac (61 hab.)
- 20 -  La Mazière-aux-Bons-Hommes (61 hab.)
- 21 -  Courteix (65 hab.)
- 22 -  Saint-Pardoux-le-Neuf (Corrèze) (66 hab.)
- 23 -  Saint-Pantaléon-de-Lapleau (68 hab.)
- 24 -  Saint-Sulpice-les-Bois (69 hab.)
- 25 -  Veix (71 hab.)
- 26 -  La Villeneuve (72 hab.)
- 27 -  Bellechassagne (73 hab.)
- 28 -  Lamazière-Haute (73 hab.)
- 29 -  Couffy-sur-Sarsonne (74 hab.)
- 30 -  La Pouge (74 hab.)
- 31 -  Le Jardin (75 hab.)
- 32 -  Saint-Étienne-la-Geneste (75 hab.)
- 33 -  Saint-Avit-le-Pauvre (76 hab.)
- 34 -  Saint-Hilaire-Luc (78 hab.)
- 35 -  Laroche-près-Feyt (79 hab.)
- 36 -  Pierrefitte (Corrèze) (79 hab.)
- 37 -  Chambonchard (81 hab.)
- 38 -  Jalesches (81 hab.)
- 39 -  Pierrefitte (Creuse) (81 hab.)
- 40 -  Ménoire (83 hab.)
- 41 -  Saint-Oradoux-de-Chirouze (84 hab.)
- 42 -  Roche-le-Peyroux (85 hab.)
- 43 -  Thalamy (85 hab.)
- 44 -  Féniers (86 hab.)
- 45 -  Pontcharraud (87 hab.)
- 46 -  Mansat-la-Courrière (88 hab.)
- 47 -  Saint-Martial-Entraygues (88 hab.)
- 48 -  Millevaches (90 hab.)
- 49 -  La Chapelle-Saint-Martial (91 hab.)
- 50 -  Laval-sur-Luzège (91 hab.)
- 51 -  Sermur (91 hab.)
- 52 -  Saint-Germain-Lavolps (92 hab.)
- 53 -  Verneiges (93 hab.)
- 54 -  Bassignac-le-Bas (94 hab.)
- 55 -  Chambon-Sainte-Croix (95 hab.)
- 56 -  Bosroger (96 hab.)
- 57 -  Rimondeix (96 hab.)
- 58 -  Saint-Hilaire-Taurieux (97 hab.)

## Commentaire
Les causes principales du regain démographique sont la venue de Britanniques, de retraités en quête de nature et d'étudiants ayant fini leurs études.
Depuis maintenant une dizaine d'années, les campagnes se repeuplent, surtout dans les zones fréquentées par un tourisme dit vert et situées le long d'autoroutes (par exemple l'A 20 en Limousin et l'A 75).
Les gens préfèrent actuellement s'installer dans des zones situées de 15 à 30 km des centres-villes, alors que c'était plutôt 10 km au début des années 90.
La tendance positive s'est confirmée en 2006, avec la parution dans un journal régional Le Populaire du Centre, daté du mercredi 31 mai 2006 : "Nouveau baby-boom".
"Les tout derniers chiffres de l'INSEE le confirment : en 2005, le Limousin a bien poursuivi sa croissance démographique. Hausse des naissances et solde migratoire positif laissent donc penser que le phénomène, amorcé il y a 6 ans, n'est peut-être pas seulement conjoncturel.
L'an dernier, 7 000 bébés sont nés de femmes domiciliées en Limousin et les nouvelles installations, une fois encore, ont été plus nombreuses que les départs (+ 4 000 personnes). La saturation des grandes régions urbaines (Île-de-France, Nord-Pas-de-Calais,...), le regain d'intérêt pour les régions vertes et la recherche d'une meilleure qualité de vie ont donc à nouveau plaidé en faveur du Limousin, même si ce n'est pas la seule région française qui attire plus de nouveaux habitants qu'elle n'en laisse partir. Quelques bémols cependant : la population limousine demeure la plus âgée de l'Hexagone..."